# Валентный электрон

Четыре ковалентные связи. Углерод имеет четыре валентных электрона и валентность 4. Каждый атом водорода имеет один валентный электрон и является одновалентным.

В химии валентными электронами называют электроны, находящиеся на внешней (крайней) оболочке атома. Валентные электроны определяют поведение химического элемента в химических реакциях, то есть они участвуют в образовании химической связи и завершают электронный слой атомов, участвующих в ней. Чем меньше валентных электронов имеет элемент, тем легче он отдает электроны (проявляет свойства восстановителя) в реакциях с другими элементами. И наоборот, чем больше валентных электронов содержится в атоме химического элемента, тем легче он забирает  эти электроны (проявляет свойства окислителя) в химических реакциях при прочих равных условиях. Полностью заполненные внешние электронные оболочки имеют инертные газы, которые проявляют минимальную химическую активность. Периодичность заполнения электронами внешней электронной оболочки определяет периодическое изменение химических свойств элементов в таблице Менделеева.
Атом с замкнутой оболочкой валентных электронов (соответствующий электронной конфигурации s2p6) имеет тенденцию быть химически инертным. Атомы, имеющие на один или два валентных электрона больше, чем замкнутая оболочка, обладают большей способностью вступать в химические реакции из-за относительно небольшой энергии, требуемой для удаления лишних валентных электронов с образованием положительного иона. Атомы, имеющие на один или два валентных электрона меньше, чем замкнутая оболочка, вступают в реакции благодаря свойству приобретать недостающие валентные электроны и образовывать отрицательный ион, либо образовывать ковалентную связь.
Подобно электрону во внутренней оболочке, валентный электрон обладает способностью поглощать или выделять энергию в форме фотона. Получение энергии может заставить электрон переместиться к внешней оболочке; это явление известно как возбуждение. При этом, если электрон получает достаточную энергию для преодоления потенциального барьера, равную ионизационному потенциалу, он покидает атом, образуя таким образом положительный ион. В случае, когда электрон теряет энергию (вызывая излучение фотона), он может перемещаться во внутреннюю оболочку, которая не полностью занята.
Уровни валентной энергии соответствуют главным квантовым числам (n = 1, 2, 3, 4, 5 …) или помечены в алфавитном порядке буквами, используемыми в рентгеновской нотации атомных орбиталей (K, L, M,…).

## Количество валентных электронов

Периодическая таблица химических элементов

Количество валентных электронов (максимальная валентность) равно номеру группы в периодической таблице Менделеева, в которой находится химический элемент (кроме побочных подгрупп). За исключением групп 3-12 (переходные металлы), цифра в номере группы указывает, сколько валентных электронов связано с нейтральным атомом элемента, указанного в этом столбце.
| Группы                                       | Число валентных электронов |
| -------------------------------------------- | -------------------------- |
| Группа 1 (I) (щелочные металлы)              | 1                          |
| Группа 2 (II) (щёлочноземельные металлы)     | 2                          |
| Группы 3-12 (переходные металлы)             | 3-12                       |
| Группа 13 (III) (подгруппа бора)             | 3                          |
| Группа 14 (IV) (подгруппа углерода)          | 4                          |
| Группа 15 (V) (подгруппа азота (пниктогены)) | 5                          |
| Группа 16 (VI) (халькогены)                  | 6                          |
| Группа 17 (VII) (галогены)                   | 7                          |
| Группа 18 (VIII или 0) (инертные газы)       | 8(2 у гелия)               |

## Электронные конфигурации
Химическую реакцию атома определяют электроны, расположенные на наибольшем расстоянии от атомного ядра, то есть обладающие наибольшей энергией.
Для элементов основной группы валентные электроны определяются как те электроны, которые находятся в электронной оболочке с наибольшим главным квантовым числом n. Таким образом, число валентных электронов, которое может иметь химический элемент, зависит от электронной конфигурации. Например, электронная конфигурация фосфора (P) составляет 1s2 2s2 2p6 3s2 3p3, поэтому имеется 5 валентных электронов (3s2 3p3), что соответствует максимальной валентности для P, равной 5, как в молекуле PF5.
Переходные металлы, в свою очередь, имеют (n−1)d частично заполненных энергетических уровней, которые очень близки по энергии к уровню ns. Поэтому, как правило, d-электроны в переходных металлах ведут себя как валентные электроны, хотя они не находятся в валентной оболочке. Например, марганец (Mn) имеет конфигурацию 1s2 2s2 2p6 3s2 3p6 4s2 3d5. В этом атоме 3d-электрон имеет энергию, аналогичную энергии электрона 4s, и намного больше, чем у электрона уровня 3s или 3p. Таким образом, теоретически у марганца возможно наличие семи валентных электронов (4s2 3d5), и это согласуется с тем фактом, что марганец может иметь степень окисления до +7 (в перманганатном ионе MnO4−).
В каждом ряду переходных металлов по мере движения вправо снижается энергия электрона в d-оболочке, и тем меньше такой электрон обладает свойствами валентного электрона. Таким образом, хотя атом никеля в принципе имеет десять валентных электронов (4s2 3d8), его степень окисления никогда не превышает четырёх. Для цинка 3d-оболочка является полной, поэтому его d-электроны не проявляют валентных свойств.
Поскольку количество валентных электронов, которые фактически вступят в химическую реакцию, у переходных металлов трудно предсказать, концепция валентного электрона менее полезна для переходного металла, чем для элемента основной группы.

## Химические реакции
Число электронов во внешней валентной оболочке атома определяет его поведение в химических связях. Поэтому элементы, атомы которых могут иметь одинаковое число валентных электронов, группируются в периодической таблице элементов. Как правило, элемент основной группы (кроме водорода или гелия) имеет тенденцию реагировать с образованием замкнутой оболочки, соответствующей конфигурации электронов s2p6. Эта тенденция называется правилом октета, потому что каждый связанный атом имеет восемь валентных электронов, включая общие электроны.
Наиболее активно вступающими в химические реакции металлами являются щелочные металлы группы 1 (например, натрий или калий); это происходит в силу того, что такие атомы имеют только один валентный электрон, и во время образования ионной связи, которая обеспечивает необходимую энергию ионизации, этот один валентный электрон легко теряется, образуя положительный ион (катион) с закрытой оболочкой (например, Na+ или K+). Щёлочноземельный металл группы 2 (например, магний) несколько менее способен к химическим реакциям, поскольку каждый атом должен терять два валентных электрона, чтобы образовать положительный ион с закрытой оболочкой (например, Mg2+).
В каждой группе (каждый столбец периодической таблицы) металлов способность к реакциям увеличивается сверху вниз (от легких элементов к тяжёлым), потому что более тяжелый элемент имеет больше электронных оболочек, чем более легкий элемент; валентные электроны более тяжелого элемента существуют при более высоких главных квантовых числах (они находятся дальше от ядра атома и, следовательно, имеют более высокие потенциальные энергии, что означает, что они менее тесно связаны).
Атомы неметаллов имеют тенденцию привлекать дополнительные валентные электроны для формирования полной валентной оболочки; это может быть достигнуто одним из двух способов: атом может либо делить электроны с соседним атомом (ковалентная связь), либо перетягивать электроны из другого атома (ионная связь). Наиболее химически активными неметаллами являются галогены (например, фтор (F) или хлор (Cl)). Атомы галогенов имеют электронную конфигурацию s2p5; это требует только одного дополнительного валентного электрона для формирования замкнутой оболочки. Чтобы образовать ионную связь, атом галогена может перетащить электрон от другого атома, чтобы образовать анион (например, F−, Cl− и т. Д.). Чтобы образовать ковалентную связь, один электрон из галогена и один электрон из другого атома образуют общую пару (например, в молекуле H — F оболочка представляет общую пару валентных электронов — один из атома водорода и один из атома фтора).
В пределах каждой группы неметаллов химическая активность уменьшается в периодической таблице сверху вниз (от легких элементов к тяжёлым), поскольку валентные электроны имеют всё более высокие энергии и, следовательно, все менее тесно связаны. Фактически, кислород (самый лёгкий элемент в группе 16) является наиболее химически активным неметаллом после фтора, даже не являясь галогеном, потому что его валентная оболочка имеет более низкое главное квантовое число.
В этих простых случаях, когда соблюдается правило октета, валентность атома равна числу электронов, полученных, потерянных или разделенных для формирования стабильного октета. Однако существует множество молекул, которые являются исключениями и для которых валентность определена менее чётко.

## Электропроводность
Валентные электроны также ответственны за электропроводность элемента; в зависимости от значения этой характеристики элемент может быть классифицирован как металл, неметалл или полупроводник (или металлоид).
Металлы обычно имеют высокую электропроводность в твёрдом состоянии. В каждом ряду периодической таблицы Менделеева металлы расположены слева от неметаллов, соответственно, атомы металлов имеет меньше возможных валентных электронов, чем атомы неметаллов. Однако валентный электрон атома металла обладает малой энергией ионизации, и в твёрдом состоянии этот валентный электрон относительно свободно покидает атом, чтобы связаться с другим атомом поблизости. Такой «свободный» электрон может перемещаться под воздействием электрического поля, и его движение представляет собой электрический ток; этот электрон отвечает за электрическую проводимость металла. Примерами хороших проводников являются такие металлы как медь, алюминий, серебро и золото.
Неметаллы имеет низкую электропроводность и выступают в качестве изоляторов. Эти элементы находится справа в периодической таблице, и их атомы имеют валентную оболочку, которая по крайней мере наполовину заполнена (исключение составляет бор). Энергия ионизации бора велика; электрон не может легко покинуть атом, когда приложено электрическое поле, и, таким образом, этот элемент может проводить только очень слабый электрический ток. Примерами твёрдых изоляторов являются алмаз (аллотроп углерода) и сера.
Твёрдое соединение, содержащее металлы, также может быть изолятором, если валентные электроны атомов металла используются для образования ионных связей. Например, хотя натрий представляет собой металл, твердый хлорид натрия является изолятором, поскольку валентный электрон натрия переносится в хлор для образования ионной связи, и, таким образом, этот электрон не может легко перемещаться.
Полупроводник имеет электропроводность, которая является промежуточной между проводимостью металла и неметалла; полупроводник также отличается от металла тем, что электропроводность полупроводника увеличивается с температурой. Типичными полупроводниками являются кремний и германий, каждый атом которых имеет четыре валентных электрона. Свойства полупроводников лучше всего объясняются с помощью зонной теории, как следствие небольшой энергетической щели между валентной зоной (которая содержит валентные электроны в абсолютном нуле) и зоной проводимости (к которой валентные электроны перемещаются тепловой энергией).